# Hipódromo de Palermo
El Hipódromo Argentino de Palermo es un hipódromo ubicado en el barrio de Palermo, en la ciudad de Buenos Aires, Argentina. Cuenta con una pista de arena de 2400 metros de longitud por 28 metros de ancho y una pista de césped de 2200 metros por 20 metros de ancho, además posee un sistema de drenaje que permite correr bajo cualquier condición climática.

## Historia

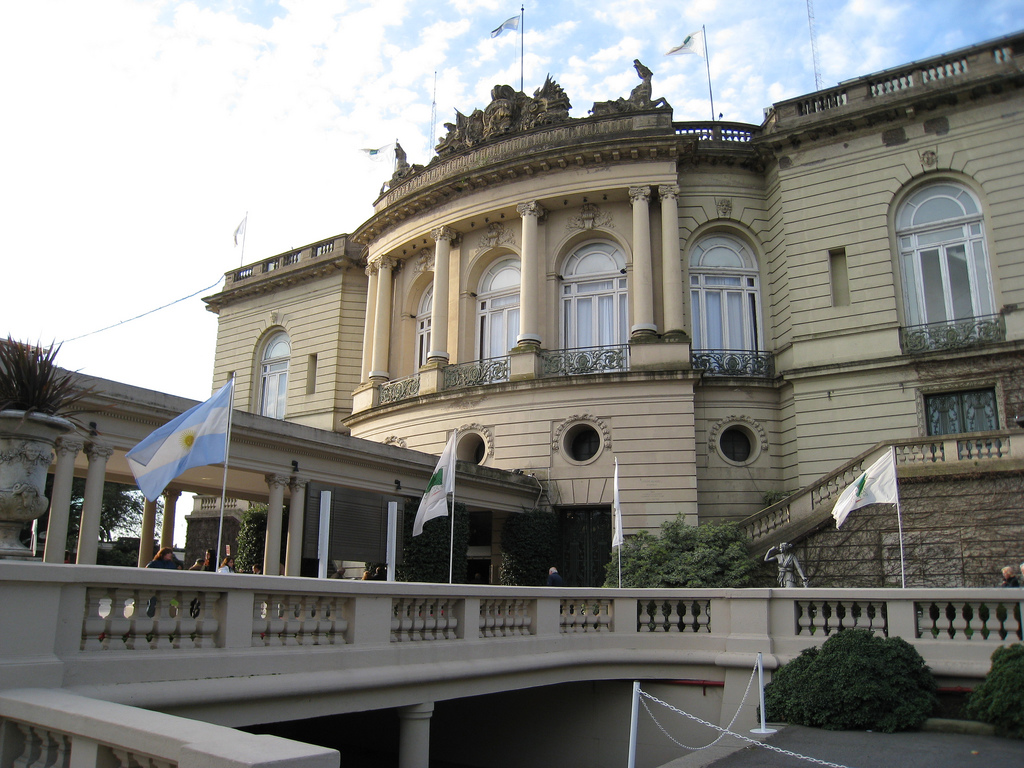

Fue fundado en 1876, entre el Parque 3 de Febrero y los alfalfares de Rosas, siendo el primer centro hípico de Buenos Aires formal, ya que habían existido 2 en el pueblo de Belgrano anteriores, destinado a las carreras de caballos. El día de su inauguración los tranvías y los trenes disponibles no fueron suficientes para llevar a la gran cantidad de gente interesada en presenciar el evento. Aun así, cerca de 10 000 presenciaron la primera carrera disputada, que fue ganada por el caballo Resbaloso.
En 1883, el hipódromo de Palermo pasó a ser administrado por el Jockey Club, creándose el Stud Book que registra todos los caballos purasangre del país.
En 1885 se corrió la primera versión del clásico Gran Premio Nacional, con una distancia de 2500 metros, en presencia del Presidente de la República el General Julio Argentino Roca, en dicha carrera resultó vencedor el caballo Souvenir, bajo la monta de un jinete uruguayo de tan sólo 11 años.
En 1947 el hipódromo introdujo el Photochard, un sistema fotográfico que permitía captar el momento justo de la llegada de los caballos, con lo cual era más fácil dirimir los finales cabeza a cabeza. 
En 1953, el hipódromo pasó a denominarse Hipódromo Argentino de Palermo, luego de que el gobierno peronista expropiara los hipódromos al Jockey Club. En esa misma década, se introducen por primeras vez las jocketas, es decir jinetes femeninos. En 1978 la jocketa Marina Lezcano, fue la primera mujer en ganar la cuádruple corona, con el caballo Telescópico.
A comienzos de la década de 1990, la crisis económica del país se hizo sentir en el Hipódromo Argentino de Palermo. Durante el gobierno de Carlos Saúl Menem, se ordenó al Ministerio de Salud y Acción Social llamar a licitación para la privatización del Hipódromo Argentino de Palermo. El día 5 de agosto de 1992 fue adjudicado, por un período de 25 años, a una entidad privada, pasando a llamarse H.A.P.S.A. (Hipódromo Argentino de Palermo Sociedad Anónima). Dicho periodo expiraba en el año 2017 pero por decreto del Presidente Néstor Kirchner de 2007 fue prorrogada hasta el 2032.
A lo largo de su historia, han pasado por la pista del Hipódromo Argentino de Palermo, jinetes como Irineo Leguisamo, Domingo Torterolo, Máximo Acosta y Marina Lezcano, además de caballos como Old Man, Botafogo (fue ahí el encuentro entre Botafogo y Grey Fox), La Misión, Yatasto o Lunático, un purasangre propiedad de Carlos Gardel.

## Instalaciones

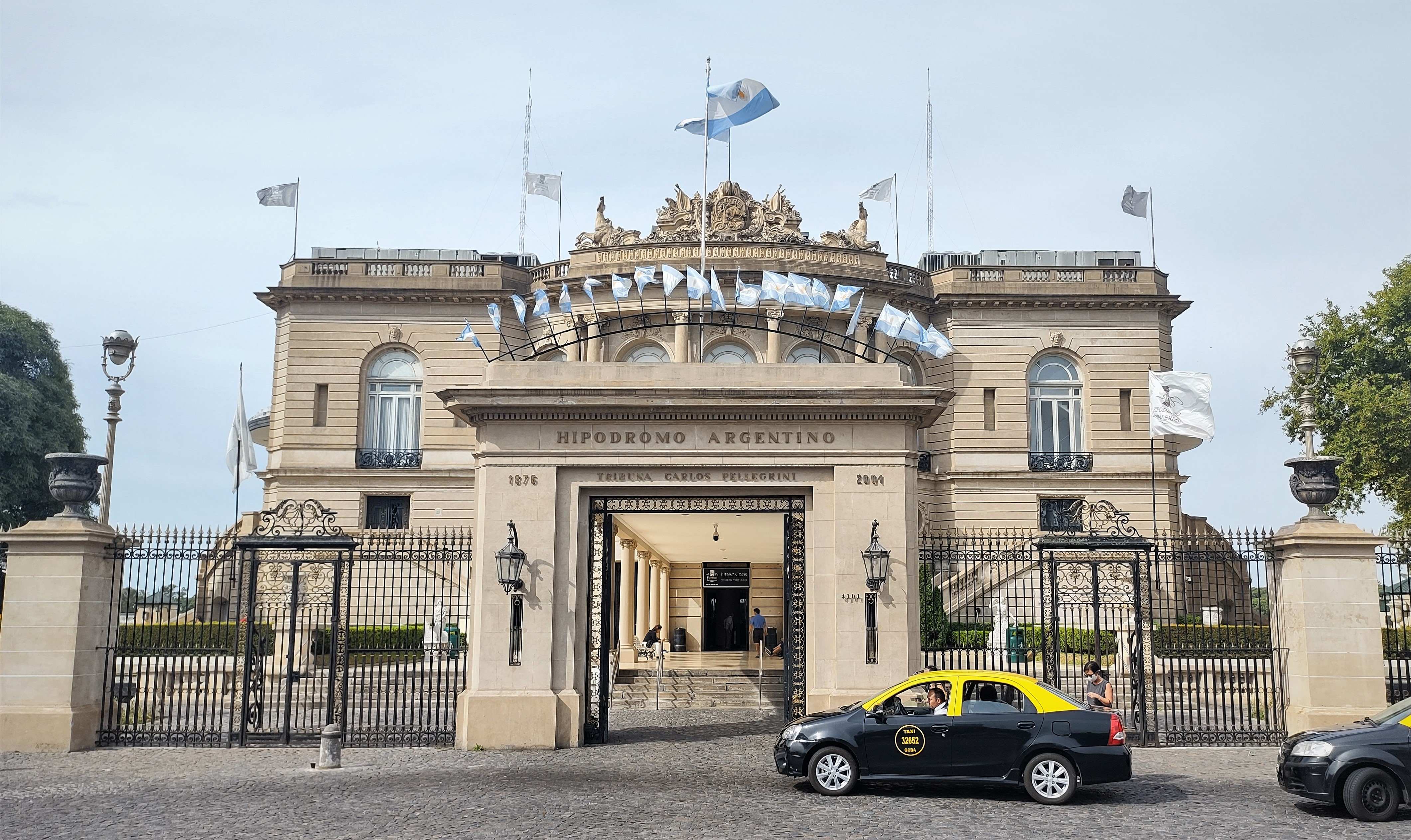
Entrada al hipódromo.

La construcción original contaba con una tribuna oficial para 1600 personas y 40 palcos para familias, además de un servicio de restaurante atendido por el Hotel de La Paix y amplios jardines para el esparcimiento de los visitantes. En 1908, la tribuna oficial original, fue reemplazada por una construcción de estilo neoclásico, a cargo del arquitecto francés Louis Faure Dujarric, con capacidad para 2.000 personas, la cual permanece hasta el día de hoy. Tres años más tarde, en 1911, se construyó la confitería París.
Originalmente el sistema de largada consistía en un abanderado que daba la largada con al grito de «¡Vamos!». En 1918 se instaló un sistema mecánico, a base de cintas de trapo, accionado por una manija. Posteriormente se utilizaron cintas irrompibles, las cuales se disparaban hacia arriba y en diagonal, mediante un dispositivo de pila eléctrica. Más recientemente, en 1967 se introdujeron los partidores con el sistema automático de Puertas Gateras.
En 1971, se inauguró la iluminación de la pista, lo cual permitió extender el horario de carreras hasta la noche.
En 2011 se inauguró una pista de césped, que complementa a la pista tradicional de arena.

## Casino
En 2002, se instalaron máquinas tragamonedas en el hipódromo de Palermo, y se habilitó la recepción de apuestas en las agencias de la Lotería Nacional bajo la marca Turfito.
En el transcurso de los años se transformó en un lugar de innnovacion y exposición de nuevas tecnologías de slots, llegando a convertirse en el casino más grande de Sur America y uno de los más grandes del mundo contando con más de 4000 slots y más de 4500 posiciones de juego, incluyendo entre ellas de ruleta, blackjack, slots de juego de video. 
En el año 2021, se inauguró una sala de ruletas electrónicas, blackjack y baccarat.La cual fue reforzada en 2023 con una sala más en la planta baja.
A principios del año 2023, ya se habían alcanzado 600 máquinas tragamonedas y a mediados de ese mismo año sumaron 600 tragamonedas de las marcas Ainsworth, Zitro e IGT.También presentaron la cabina millonaria la cual consiste en participantes que ingresan a un cuadrado de vidrio en el que vuelan billetes de distintos montos y premios.

## Carreras del hipódromo
Palermo tiene 21 carreras Grupo 1 en el Libro Azul IFHA 2022:
| Carrera                                   | Distancia | Superficie | Sexo | Edad         | Premios (millones de pesos) |
| ----------------------------------------- | --------- | ---------- | ---- | ------------ | --------------------------- |
| GP Ciudad de Buenos Aires                 | 1000      | Arena      |      | 3 y más años | 0,9                         |
| GP Criadores                              | 2000      | Arena      | F    | 3 y más años | 1,2                         |
| GP de las Américas-OSAF                   | 1600      | Arena      |      | 3 y más años | 1,2                         |
| Carrera de las Estrellas Classic          | 2000      | Arena      |      | 3 y más años | 4,8                         |
| Carrera de las Estrellas Distaff          | 2000      | Arena      | F    | 3 y más años | 3,2                         |
| Carrera de las Estrellas Juvenile         | 1600      | Arena      | M    | 2 años       | 3,2                         |
| Carrera de las Estrellas Juvenile Fillies | 1600      | Arena      | F    | 2 años       | 3,7                         |
| Carrera de las Estrellas Mile             | 1600      | Arena      |      | 3 y más años | 2,4                         |
| Carrera de las Estrellas Sprint           | 1000      | Arena      |      | 3 y más años | 2,0                         |
| GP General San Martín                     | 2400      | Turf       |      | 4 y más años | 3,4                         |
| GP Gilberto Lerena                        | 2200      | Turf       | F    | 3 y más años | 2,6                         |
| GP Palermo                                | 1600      | Arena      |      | 3 y más años | 6,8                         |
| GP de Honor                               | 2000      | Arena      |      | 3 y más años | 2,6                         |
| GP Jorge de Atucha                        | 1500      | Arena      | F    | 2 años       | 0,9                         |
| GP Maipú                                  | 1000      | Arena      |      | 3 y más años | 6,0                         |
| GP Montevideo                             | 1500      | Arena      | M    | 2 años       | 0,9                         |
| GP Nacional                               | 2500      | Arena      |      | 3 años       | 17,0                        |
| GP Polla de Potrancas                     | 1600      | Arena      | F    | 3 años       | 5,1                         |
| GP Polla de Potrillos                     | 1600      | Arena      | M    | 3 años       | 5,1                         |
| GP República Argentina                    | 2000      | Arena      |      | 3 y más años | 4,8                         |
| GP Selección                              | 2000      | Arena      | F    | 3 años       | 6,8                         |

La carrera más importante del calendario de Palermo es la disputa del Gran Premio Nacional, para potrancas y potrillos de 3 años. Se corre en el mes de noviembre sobre una distancia de 2500 metros. El Gran Premio Nacional, el Gran Premio Polla de Potrillos y el Gran Premio Polla de Potrancas integran la Triple Corona, junto con el Gran Premio Jockey Club de San Isidro.
La segunda carrera en importancia es el Gran Premio República Argentina, para todo caballo de 3 años y más edad, disputado cada 1° de mayo. El mismo día se realizan otras carreras clásicas: el Gran Premio Criadores, el Gran Premio de las Américas-OSAF, el Gran Premio Ciudad de Buenos Aires, el Gran Premio Jorge de Atucha, y el Gran Premio Montevideo.
Palermo ha albergado el festival de las Carreras de las Estrellas, organizado por la Fundación Equina Argentina para productos nacionales, los años pares desde 1996 hasta 2016, y luego de manera anual a partir de 2018. Asimismo, fue sede del Gran Premio Latinoamericano de 2012 y 2015.
En el Hipódromo Argentino de Palermo se disputan 118 reuniones de carreras al año, por lo general, todos los lunes, viernes por medio, sábado por medio y algunos domingos.

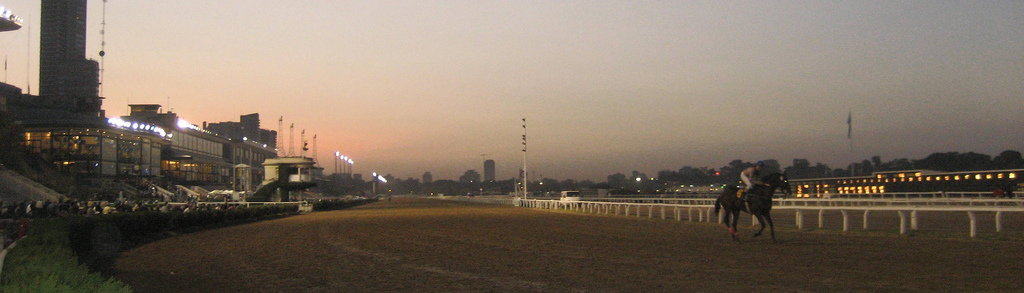
La pista.

### Clásicos
- Clásico Arturo R. y Arturo Bullrich
- Clásico Benito Villanueva
- Clásico Carlos Tomkinson
- Clásico Comparación
- Clásico Eduardo Casey
- Clásico Ramón Biaus
- Clásico Venezuela

## Publicaciones del hipódromo
Cabe hacer mención especial de la revista del hipódromo, "La Fija", que con sus suplementos, como "La Verde" o "La Rosa" (entre otros), supo ser una de las revistas de mayor tirada y más relevancia de su época (en momentos en que el hipódromo era considerado uno de los "berretines" porteños, a la par que el fútbol.